# M 74
M 74 (Messier 74, Мессье 74, другое обозначение — NGC 628) — спиральная галактика в созвездии Рыб.

## Описание
Предположительно в этой галактике обнаружена чёрная дыра промежуточной массы (то есть существенно больше звёздных масс, но меньше чёрных дыр в центре галактик) — уникальный ультрамощный квазипериодический рентгеновский источник.
В 2003 и 2013 годах замечены взрывы сверхновых SN 2003gd и SN 2013ej.
Галактика M74 входит в состав группы галактик M74. Помимо M74 в группу также входят ещё 18 галактик.

## Галерея

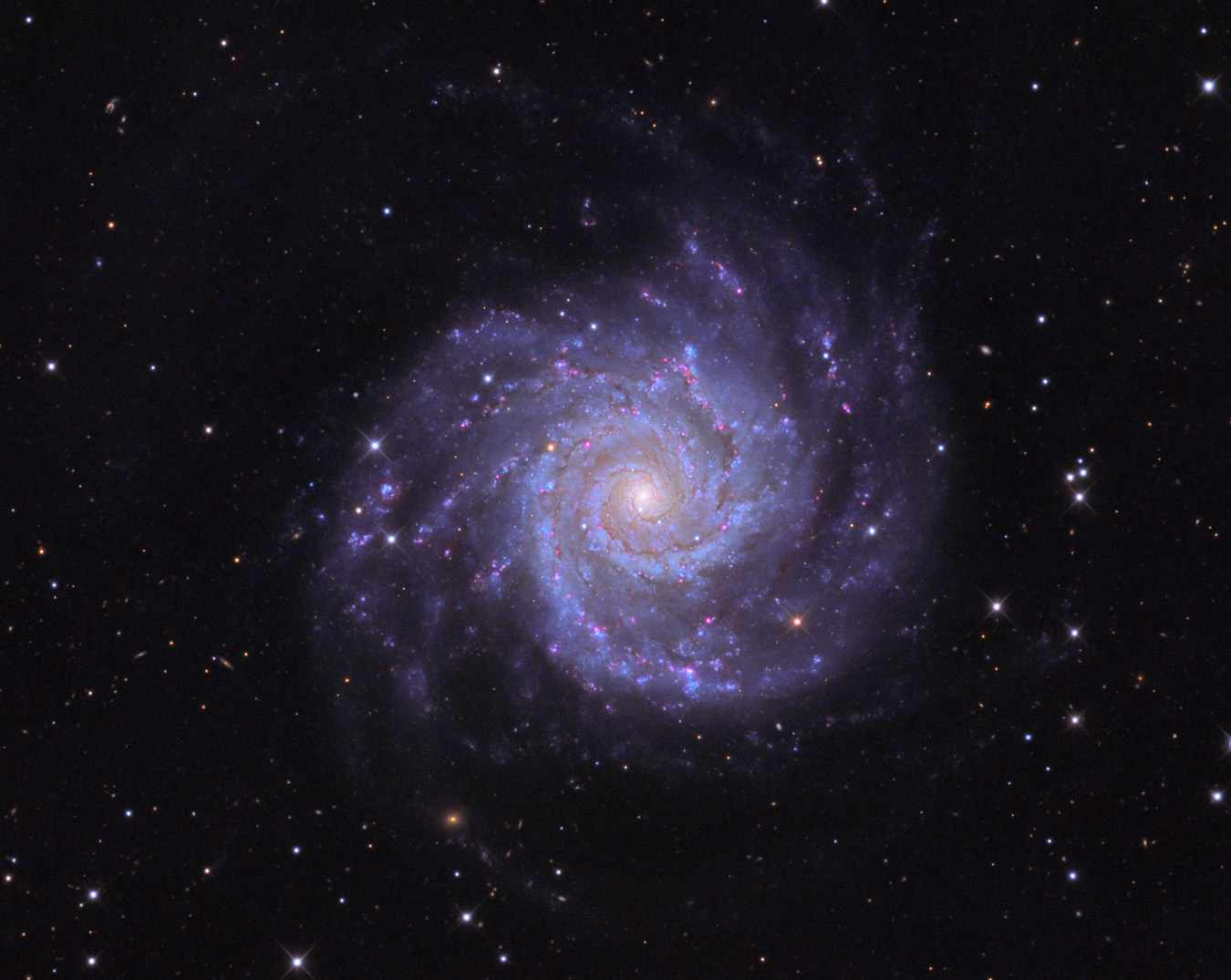
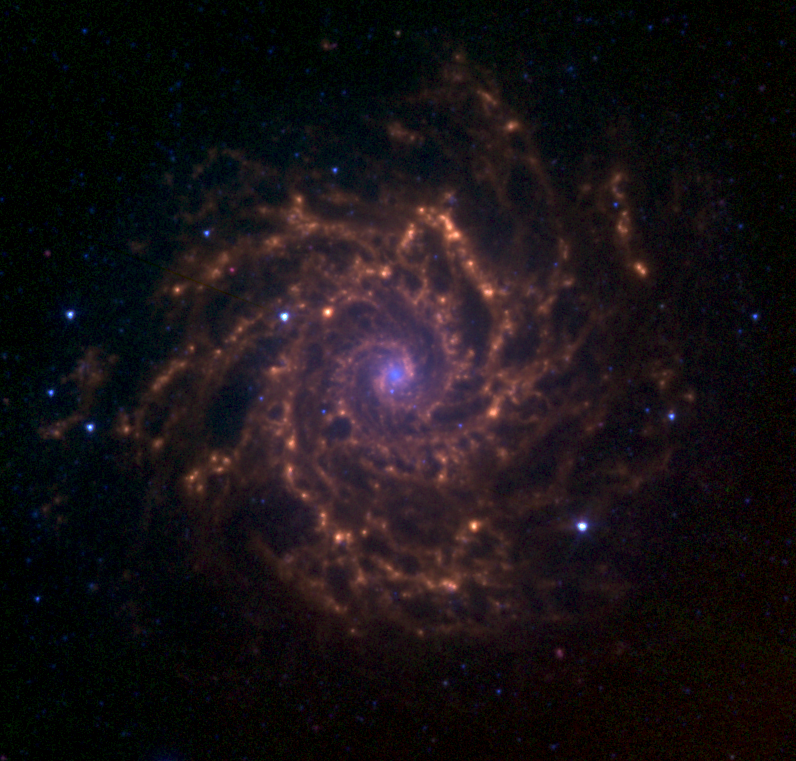
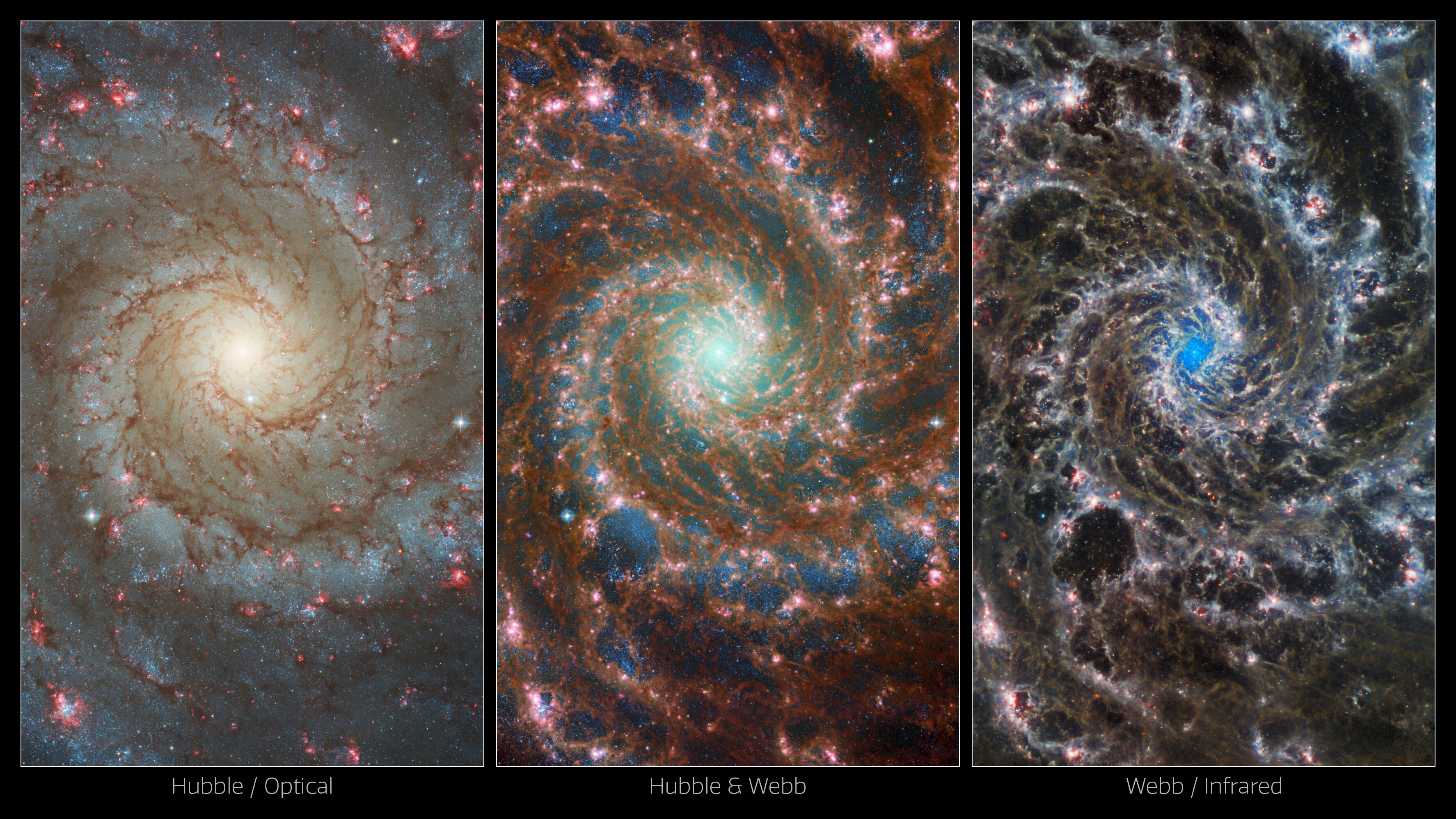
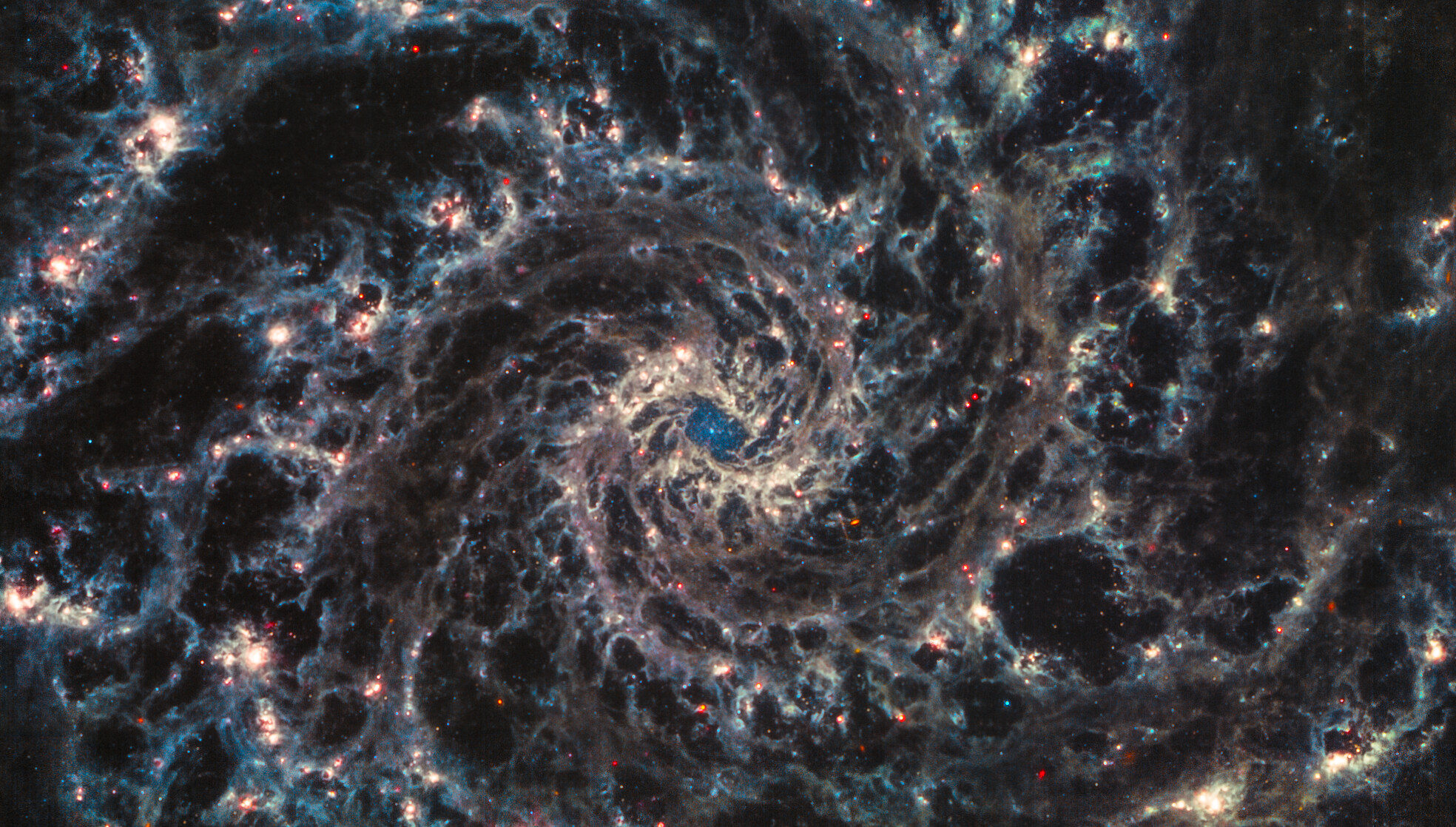
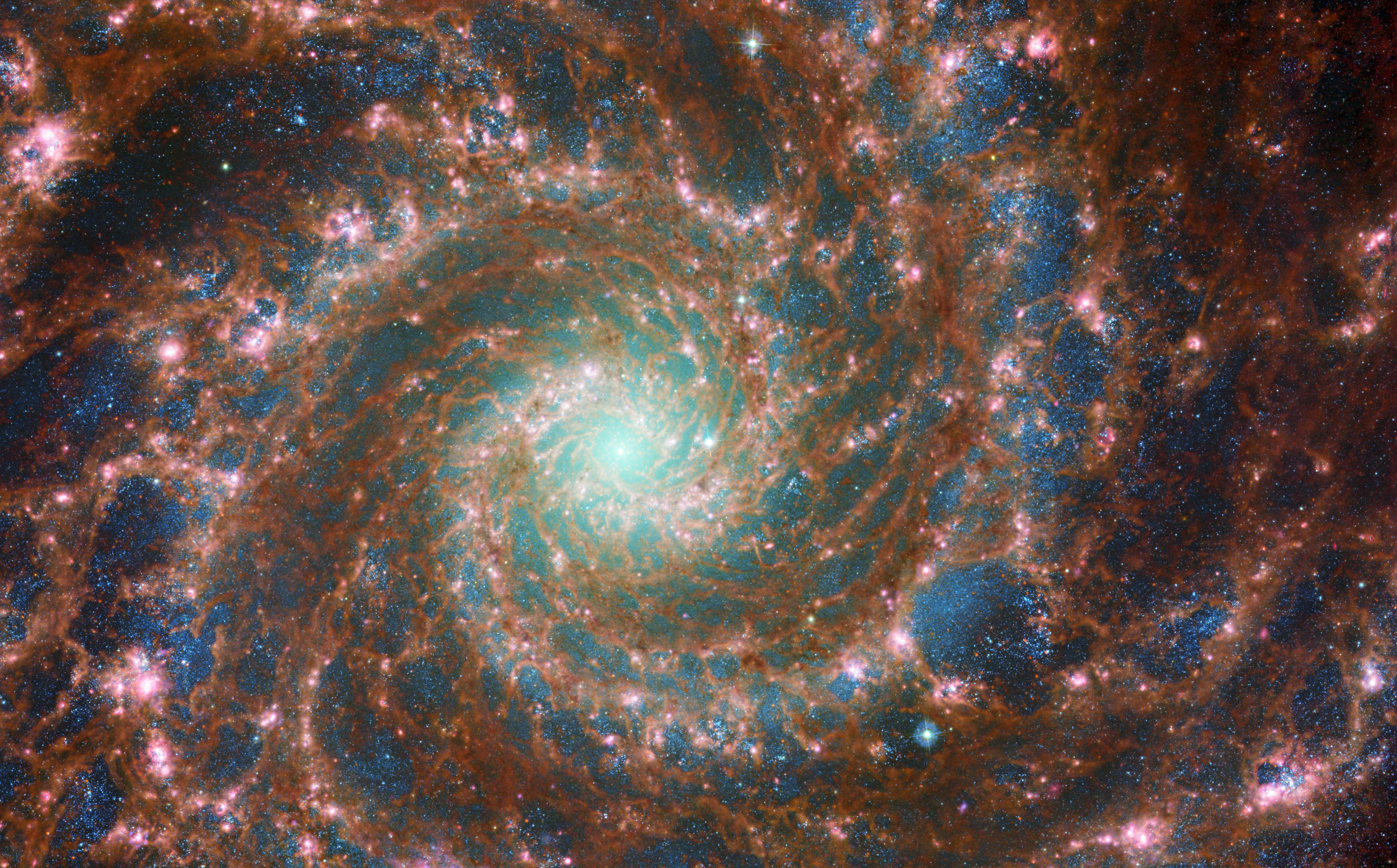
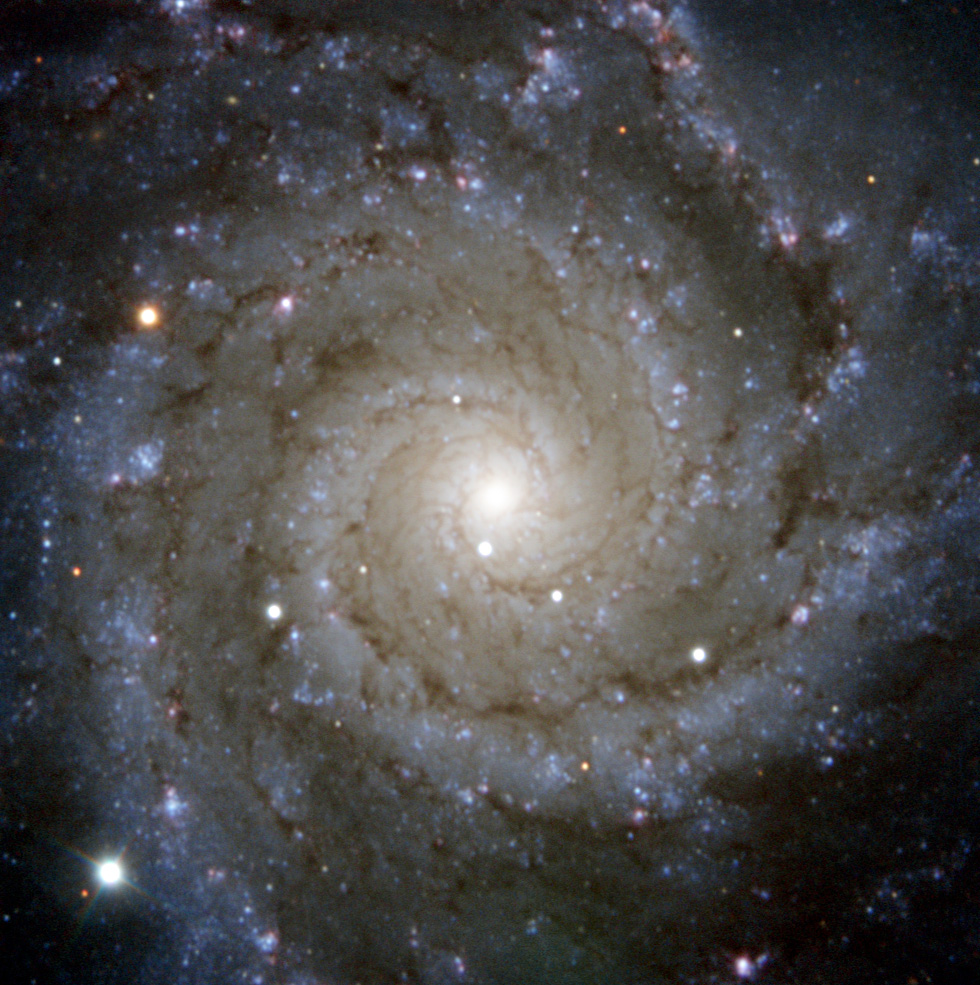
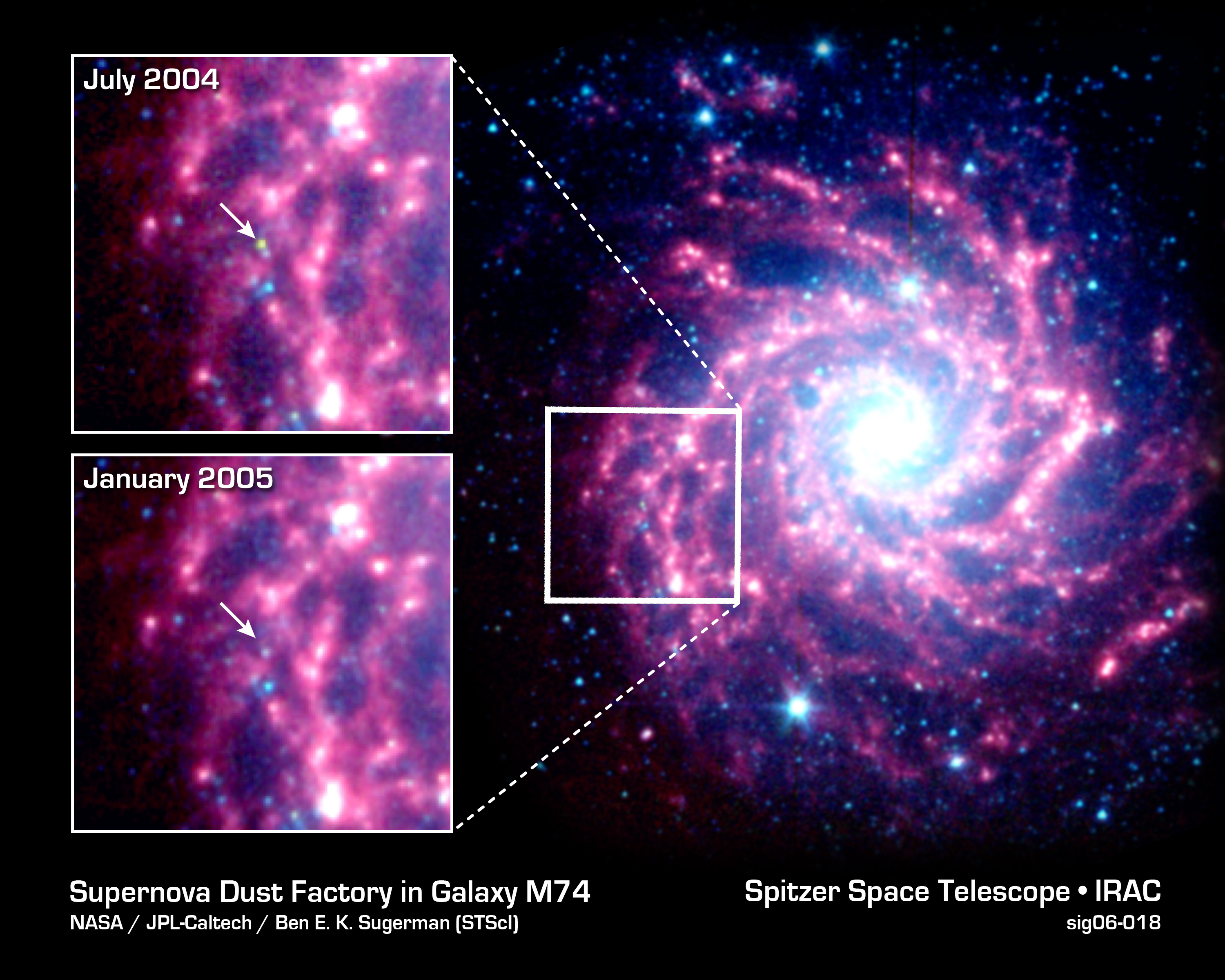